# Big Jim Sullivan
Big Jim Sullivan (Uxbridge, 14 de fevereiro de 1941 – 2 de outubro de 2012) foi um guitarrista inglês.
Começou sua carreira em 1958. Morreu em sua casa, na Inglaterra, em 2 de outubro de 2012.